# Троїцьк (Челябінська область)

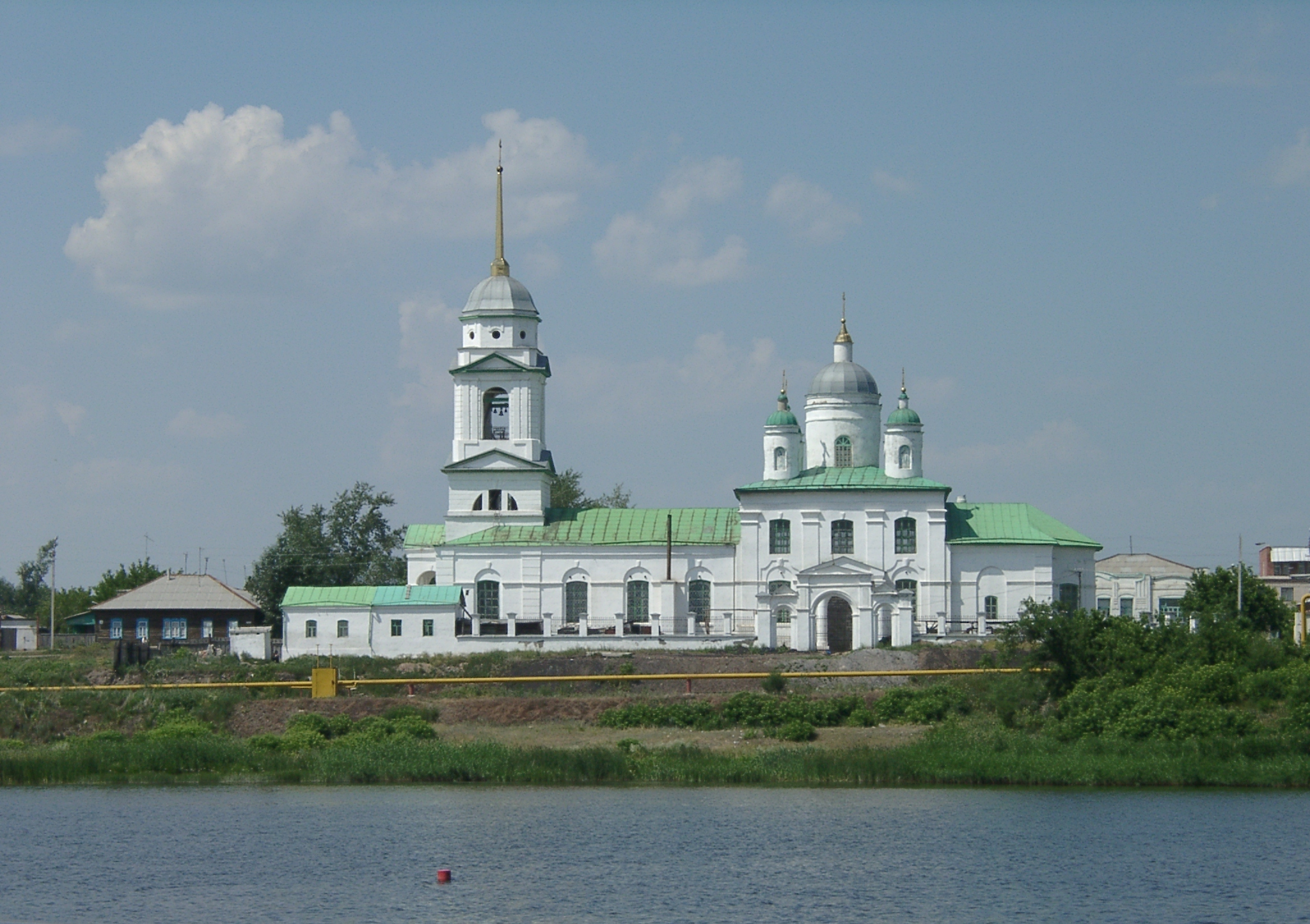
Свято-Троїцький (Уйський) собор

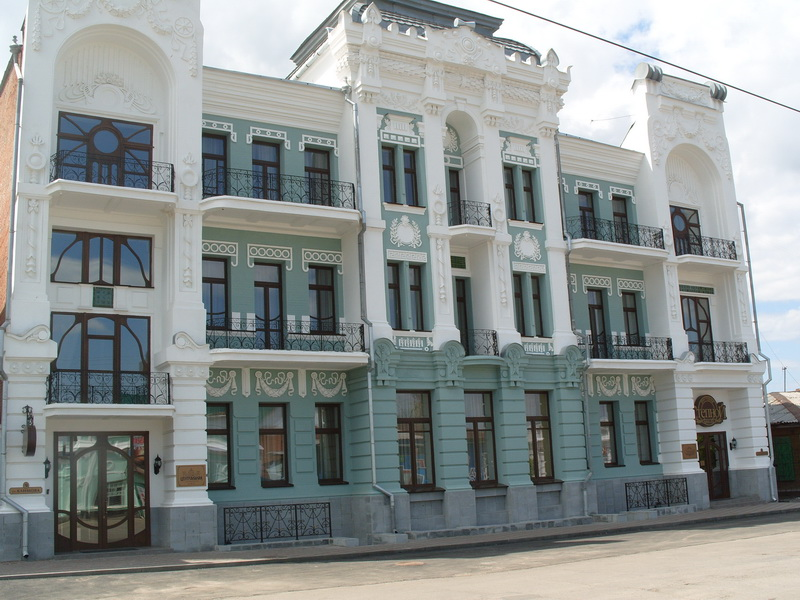
Готель «Центральний»

Троїцьк (рос. Троицк, каз. Мұнанай) — місто (з 1743), адміністративний центр Троїцького району (не входить до його складу), Челябінська область, Росія. Муніципальне утворення — Троїцький міський округ. Місто розташоване на злитті річок Уй (притоки р. Тобол) і Увелька, за 121 км на південь від Челябінська.

## Історія
Троїцьк засновано в червні 1743 р. як фортецю Уйської укріпленої прикордонної лінії на лівому березі річки Уй. Фортеця знаходилася на головній караванній дорозі, яка прямувала з Азії до Європи. Напроти фортеці на правому березі річки Уй був збудований міновий двір, який проіснував до 1915 р. (спочатку дерев'яний з 1749 р., потім кам'яний з 1822 р.), прикордонна митниця (1749, зачинена в 1868 (за іншими джерелами 1863) у зв'язку із скасуванням Оренбурзького митного округу). За указом імператриці Катеріни II (листопад 1749 р.) в Троїцьку в травні 1750 р. почав працювати ярмарок, який щорік проходив з травня по жовтень на міновому дворі, обсяги торгівлі щороку нестримно зростали і досягали 2,5 млн рублів на рік.
Поступово торгівля переміщається в центр міста з будівництвом гостинного двору (1866 р.), банків, торгових домів, готелів і громадських будівель, які корінним чином міняють вигляд міста. Місто стає перлиною архітектури Південного Уралу.
У травні 1774 р. фортеця стала ареною Пугачевського повстання, була штурмом узята Омеляном Пугачевим. У фортеці Пугачев не залишився, а розташувався в півтори верстах від міста на горі, яка носить зараз його ім'я.
Троїцькая фортеця стає повітовим містом по указу Катерини II з 1784 р., і відноситься до Уфімського намісництва. З 1804 р. місто у складі Оренбурзької губернії.
Поступово Троїцьк стає культурним центром Південного Уралу. Відкриваються церковно-приходські школи, початкові школи, повітське училище (1830), приходське училище (1839), жіноче училище (1861), училище для киргизьких (казахських) дітей (1861). Жіноче училище в 1870 р. стає прогімназією. У вересні 1873 р. в місті відкривається класична чоловіча гімназія. Існує жіноча гімназія. Відкривається медресе «Расулія» (1850), яке назване на ім'я її засновника.
1879 року відкрилася перша бібліотека в Оренбурзькій губернії. У 1889 р. на 14 тисяч городян доводилося 8 православних церков, 4 мечеті, 1 синагога. Населення Троїцька від самого його заснування було багатонаціональним.
У 1898 р. в місті налічувалося 1446 житлових будинків, у тому числі кам'яних — 55; 253 торговельних лавок, 34 підприємства головним чином кожевенні, борошномельні, салотопні, пивоваренні, миловаренні, свічні, клейові тощо.
За свою історію Троїцьк не раз ставав місцем запеклих соціальних зіткнень. Це і період селянської війни 1773—1775 рр. У роки громадянської війни XX століття неодноразово переходив до прибічників то білого, то червоного рухів.

## Промисловість
У радянський період Троїцьк продовжував розвиватися і зберіг за собою роль промислового і культурного центру Південного Уралу. У місті побудований електромеханічний, верстатобудівний, дизельний і цегельний заводи. Підприємства харчової і легкої промисловості. Найпотужніша теплова електростанція в Росії — Троїцька ГРЕС. Троїцьк має вагонне, локомотивне і рефрижераторне депо. Підприємницькі структури малого бізнесу ведуть найрізноманітніші види діяльності. Троїцьк є важливим митним пунктом на державному кордоні з Казахстаном.
Містоутворюючим підприємством м. Троїцька по сукупності податкових відрахувань є філія ОГК-2 Троїцька ГРЕС. Будівництво ТГРЕС було почате в 1954 році. У цьому ж році почато спорудження прилеглого до станції селища енергетиків. Перший блок ТГРЕС був запущений 1957 року. Будівництво станції закінчене 1976 року із введенням дев'ятого блоку потужністю 500 МВт. На 1991 рік встановлена потужність станції становила 2500 МВт. На 1991 рік встановлена потужність станції становила 2500 МВт. В наш час[коли?] почато будівництво ще двох енергоблоків по 660 МВт кожен. Введення в експлуатацію заплановано на 2012 р. Зараз розрахункова потужність ТГРЕС становить 2045 МВт.

## Освіта і культура
У місті знаходиться Уральська державна академія ветеринарної медицини. Енергобудівний, зооветеринарний, сільськогосподарський, технікум механізації і електрифікації сільського господарства. Педагогічне, медичне і училище цивільної авіації.
Краєзнавчий музей з виставковим залом, будинки культури, бібліотеки, школа мистецтв, парк культури і відпочинку. Збереглися пам'ятники архітектури XVIII—XIX ст., у тому числі гостині ряди, пасаж, готель, церкви і мечеті, торгові будинки, купецькі маєтки. Тут можна побачити різні жанри російської архітектури. У місті знаходиться меморіальний комплекс в пам'ять загиблим троїчанам в роки німецько-радянської війни 1941—1945.

## Відомі уродженці
- Агапонов Микола Нефедович (1940) — український вчений-лісівник.
- Васильченко Ілля Юхимович (1916—1992) — український живописець і графік.
- Плєвако Федір Никифорович — російський адвокат та судовий оратор, який вигравав складні та заплутані справи.
- Семенчук Анатолій Леонідович — хормейстер Національної опери України (з 1980 р.), заслужений діяч мистецтв України.
- Сербін Семен Сергійович — доктор біологічних наук.

## Населення
Населення 83,9 тис.осіб (23,3 тис. в 1897; 30,4 тис. в 1926; 46,7 тис. в 1939; 76,1 тис. в 1959; 88,8 тис. в 1979; 85 тис. в 2000).